# Studio Babelsberg

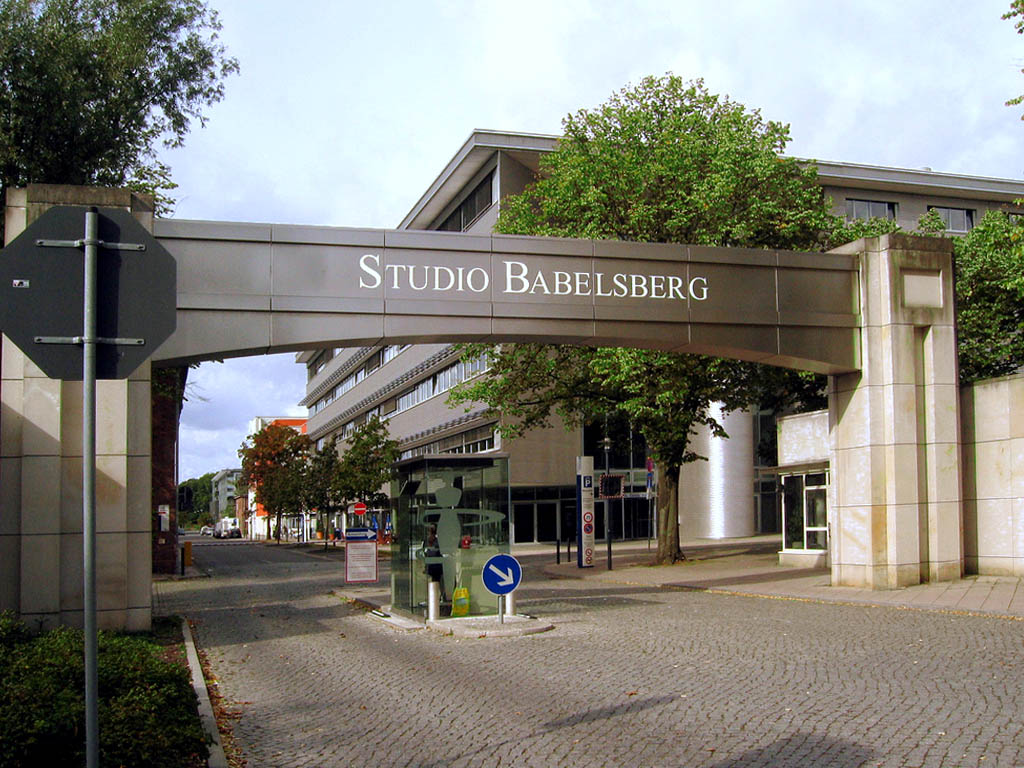
Hlavní brána

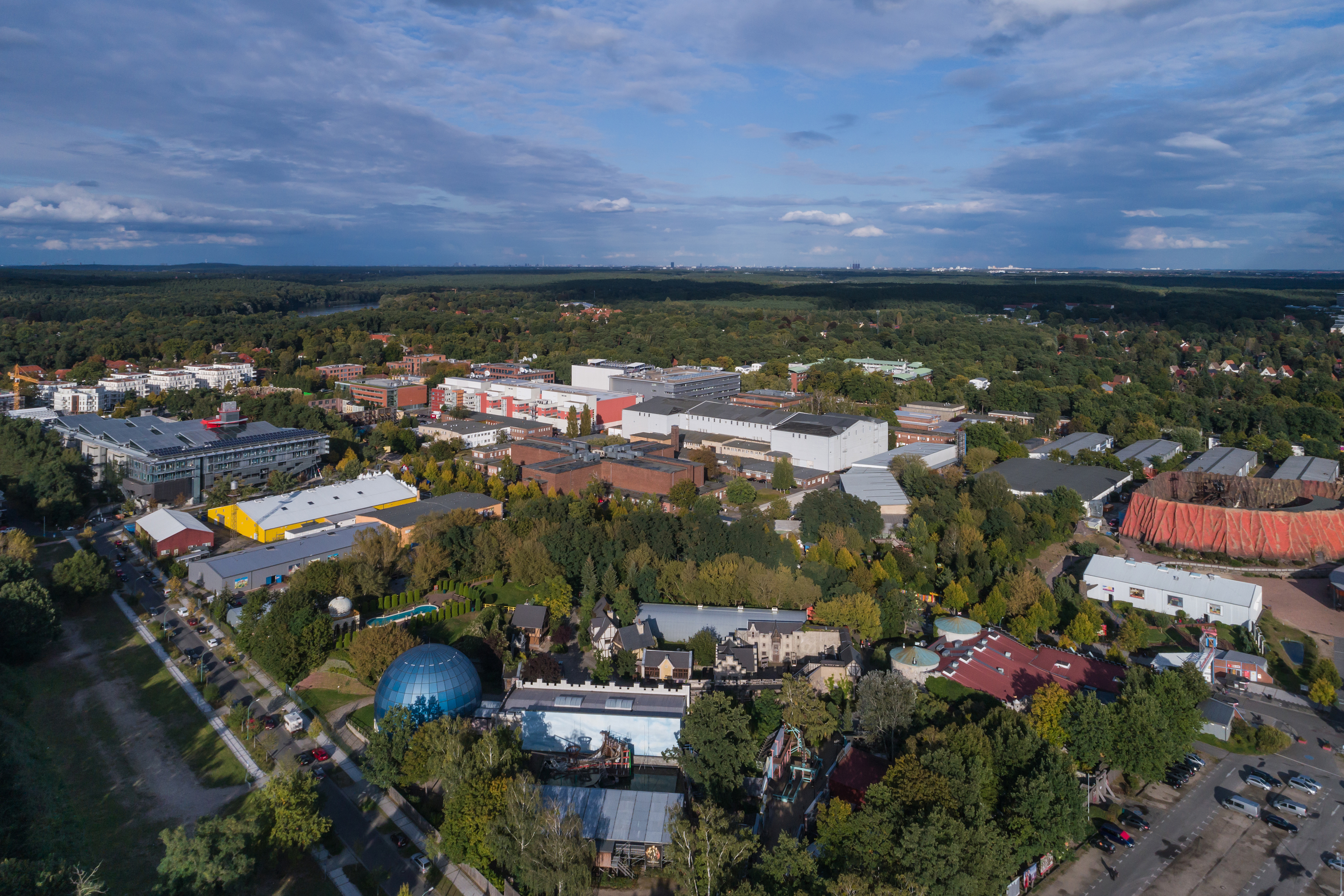
Pohled na areál z výšky

Studio Babelsberg je komplex filmových ateliérů v Babelsbergu na východním předměstí Postupimi. Vznikl v roce 1912 a je nejstarším filmovým studiem na světě. S rozlohou 460 000 metrů čtverečních je babelberské studio největším v Evropě.
Prvním filmem, který zde byl natočen, byl Tanec smrti Urbana Gada. V roce 1917 vznikla firma UFA, která byla v roce 1937 zestátněna a stala se významným nástrojem propagandy Třetí říše. Po druhé světové válce se Babelsberg ocitl v sovětské okupační zóně a v roce 1946 vznikla státní společnost DEFA, monopolní výrobce filmů v NDR. Po sjednocení Německa byly ateliéry prodány francouzskému mediálnímu koncernu Vivendi a od roku 2004 je spravuje akciová společnost Filmbetriebe Berlin Brandenburg GmbH.
Ateliéry těžily z blízkosti Berlína i z dobrých světelných podmínek mimo velkoměstskou zástavbu, hrály klíčovou roli v historii filmového expresionismu, působila zde Leni Riefenstahlová, Joseph Goebbels měl pro své četné avantýry s herečkami přezdívku „Kozel z Babelsbergu“. Ve studiu vznikla mj. antisemitská agitka Žid Süß, první německý protinacistický film Vrahové mezi námi, indiánky Konrada Petzolda i válečné drama Jakub lhář, jediný východoněmecký film nominovaný na Oscara. Byly zde také natočeny hollywoodské filmy Bourneovo ultimátum, Předčítač, Hanebný pancharti, Atlas mraků nebo Radegund.
Součástí areálu je zábavní park s filmovou tematikou, sídlí zde také Filmová univerzita Konrada Wolfa, muzeum rozhlasu a Institut Ericha Pommera, zaměřený na výzkum médií. K natáčení historických filmů slouží venkovní kulisa Neue Berliner Strasse, využitá např. v seriálu Babylon Berlín.